# Oscar Cassel

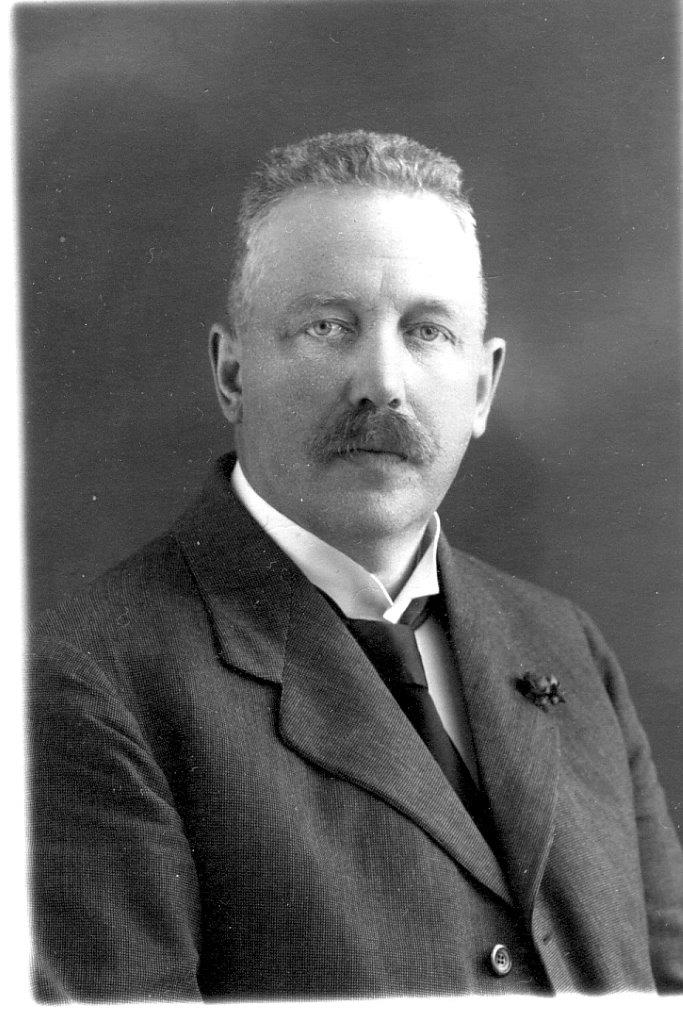
Oscar Cassel.

Oscar David Cassel, född den 7 augusti 1871 i Stockholm, död den 22 december 1931 i Kalmar, var en svensk jurist samt borgmästare i Kalmar.
Cassel avlade hovrättsexamen vid Uppsala universitet 1894. Han utsågs till sekreterare i Kalmar hushållningssällskap 1906–1910 och verkade som sekreterare i stadsfullmäktige 1906–1911. Cassel utsågs till borgmästare i Kalmar 1910. Vidare utnämndes han 1913 till riddare av första klassen av Vasaorden och 1924 till riddare av första klassen av Nordstjärneorden.
Cassel var styrelseledamot i Skånska handelsbankens Kalmarkontor 1911–1919, ordförande i Kalmar stads byggnadsnämnd från 1912 och i folkskolestyrelsen från 1913. Han var ordförande i Kalmar stads sparbank samt hedersledamot i Kalmar fabriks- och hantverksförening.
Han var son till grosshandlaren Oscar Cassel (1830–1917) och Carolina Amalia Säve (1851–1933) samt yngre halvbror till civilingenjören Gunnar Cassel, nationalekonomen Gustav Cassel och skriftställaren Hjalmar Cassel. Han var vidare sonson till ämbetsmannen Carl Gustaf Cassel. Oscar Cassel gifte sig 1903 med Anna Hammar (1873–1936), dotter till landskamrerare Carl Hammar och Ottilia Maria Siljeström, med vilken han fick tre döttrar. Makarna Cassel är begravda på Södra kyrkogården i Kalmar.